# Електрометалургійний завод у Джидді (Al Ittefaq)
Електрометалургійний завод у Джидді (Al Ittefaq) – підприємство чорної металургії Саудівської Аравії, що діє на заході країни в районі міста Джидда.
Не пізніше кінця 2000-х поблизу Джидди ввели в дію сталеплавильне виробництво, яке включає: 
- електродугову піч ємністю, яка дозволяє продукувати 450 тисяч тон сталі на рік;
- піч-ківш;
- машину безперервного виливу сортової заготовки.
Виробничий майданчик належить компанії Al-Azizia Steel, що в 2006-му була придбана групою Al Ittefaq Steel (останній також належать металургійний комбінат у Даммамі та металопрокатний завод в Мецці).